# Cobaltepec
Cobaltepec är en ort i Mexiko.   Den ligger i kommunen San Andrés Tuxtla och delstaten Veracruz, i den sydöstra delen av landet, 400 km öster om huvudstaden Mexico City. Cobaltepec ligger 133 meter över havet och antalet invånare är 211.
Terrängen runt Cobaltepec är platt åt sydväst, men åt nordost är den kuperad. Runt Cobaltepec är det ganska tätbefolkat, med 111 invånare per kvadratkilometer. Närmaste större samhälle är San Andres Tuxtla, 9,4 km nordost om Cobaltepec. Omgivningarna runt Cobaltepec är en mosaik av jordbruksmark och naturlig växtlighet.